# Jezero Naivaša
Jezero Naivaša je sladkovodno jezero v Keniji, zunaj mesta Naivasha v okrožju Nakuru, ki leži severozahodno od Nairobija. Je del Velike riftne doline. Ime izhaja iz lokalnega masajskega imena Nai'posha, kar pomeni "groba voda" zaradi nenadnih neviht, ki se lahko pojavijo.

## Lega
Jezero Naivaša je na nadmorski višini 1884 metrov, na najvišji nadmorski višini Velike riftne doline v zapleteni geološki kombinaciji vulkanskih kamnin in sedimentnih usedlin iz večjega jezera iz pleistocenske dobe. Poleg prehodnih potokov jezero napajata trajni reki Malewa in Gilgil. Ni vidnega iztoka, a ker je voda v jezeru razmeroma sveža, se domneva, da ima podzemni iztok.
Jezero ima površino 139 kvadratnih kilometrov  in je obdano z močvirjem, ki pokriva površino 64 kvadratnih kilometrov, vendar se to lahko močno razlikuje glede na količino padavin. Jezero ima povprečno globino 6 metrov, pri čemer je najgloblje območje na otoku Crescent, pri največji globini 30 metrov. Soteska Njorowa je nekoč tvorila iztok jezera, zdaj pa je visoko nad jezerom in tvori vhod v narodni park Hell's Gate. Mesto Naivasha (prej East Nakuru) leži na severovzhodnem robu jezera.

## Ekologija
Jezero je dom različnih vrst prosto živečih živali, vključno z več kot 400 različnimi vrstami ptic in precejšnjo populacijo povodnih konj. Ribja skupnost v jezeru se je skozi čas zelo spreminjala, na kar so vplivale podnebne spremembe, ribolov in vnos invazivnih vrst. Najnovejši premik v populaciji rib je sledil nenamernemu vnosu navadnega krapa leta 2001. Devet let pozneje, leta 2010, je krap predstavljal več kot 90 % mase rib, ulovljenih v jezeru.
V bližini jezera Naivaša sta dve manjši jezeri: jezero Oloiden in jezero Sonači (zeleno kratersko jezero). V bližini leži zavetišče za živali Crater Lake Game Sanctuary, medtem ko je obala jezera znana po svoji populaciji evropskih priseljencev in naseljencev.

### Rastlinstvo in živalstvo
Jezero je dom izjemne raznolikosti ptic. Tu so našteli okoli 300 vrst ptic, kot so ibisi, afriški jezerci, orjaške čaplje, marabuji, pelikani in kormorani. Okoli jezera je mogoče opazovati žirafe, antilope, povodne konje, gnuje in zebre.

## Zgodovina
Med letoma 1937 in 1950 je bilo jezero uporabljeno kot pristajališče za leteče ladje na potniški in poštni poti Imperial Airways od Southamptona v Veliki Britaniji do Južne Afrike. Povezovalo je Kisumu in Nairobi. Joy Adamson, avtorica romana Born Free, v katerem opisuje svoje izkušnje z vzgojo leva po imenu Elsa, je sredi 1960-ih živela na obali jezera. Na obali jezera je Oserian (pozneje "Palača Djinn"), ki je zaslovela v dneh Happy Valley Happy Valley je bila skupina hedonističnih, večinoma britanskih in anglo-irskih aristokratov in pustolovcev, ki so se naselili v regiji "Happy Valley" v dolini Wanjohi, blizu gorovja Aberdare, v kolonialni Keniji in Ugandi med 1920-imi in 1940-imi. V 1930-ih je skupina postala razvpita po dekadentnem življenjskem slogu in izkoriščanju med poročili o uživanju drog in spolni promiskuiteti. Zdaj je del Oserianske cvetlične kmetije. Leta 1999 je združenje obrežij jezera Naivaša prejelo nagrado za ohranjanje mokrišč Ramsar Wetland Conservation Award za svoja prizadevanja za ohranjanje območja jezera Naivaša.

## Kmetijstvo in industrija
Cvetličarstvo je glavna industrija okoli jezera. Vendar pa večinoma neregulirana uporaba jezerske vode za namakanje znižuje gladino jezera in je v Keniji predmet skrbi. Ribolov v jezeru je tudi drug vir zaposlitve in dohodka za lokalno prebivalstvo. Jezero se močno razlikuje po gladini in se je v 1890-ih skoraj popolnoma izsušilo. Nivo gladine na splošno sledi vzorcu padavin v porečju.
Jezero Naivaša, ki je bilo nekoč opisano kot dragulj v kroni vseh vzhodnoafriških jezer, je bilo v zadnjih desetletjih izpostavljeno vrsti uničujočih človeških pritiskov, nenazadnje zaradi vzpostavitve obsežne vrtnarske in kmetijske industrije ob njegovih obalah, pa tudi vedno večji dotok hranil iz mulja, odplak in drugih odplak, ki izvirajo iz človeške populacije ob jezeru, ki se zdaj približuje milijonu ljudi.
Leta 1981 je bila zagnana prva geotermalna elektrarna za jezero Naivaša in do leta 1985 je bilo na tem območju proizvedeno skupno 45 MW električne energije.
Nivo vode v jezeru Naivasha je leta 1945 doseglo najnižjo globino 0,6 m, vendar se je gladina vode z manjšimi padci znova dvignila in leta 1968 dosegla največjo globino skoraj 6 m. Leta 1987 je prišlo do še enega velikega padca gladine, ko je globina dosegla 2,25 m nad dnom jezera. Padec gladine vode v jezeru leta 1987 je povečal zaskrbljenost za prihodnost geotermalne industrije in špekuliralo se je, da bi podzemna voda jezera Naivaša morda napajala geotermalni rezervoar v Olkariji. Zato bi upad jezerske vode vplival na prihodnost geotermalne industrije.

## Znamenitosti v bližini jezera
Do narodnega parka Nakuru se lahko pripelje v približno eni uri od tukaj.

### Zavetišče za divje živali Crescent Island
Zasebno svetišče Crescent Island Wildlife Sanctuary je na otoku v jezeru. Skoraj vsak lodž ob jezeru ima povezave s čolnom na otok, v kombinaciji z izleti za opazovanjem ptic. Na samem otoku se lahko sprehaja med divjimi živalmi in se zebram, gnujem in žirafam približa na do deset metrov. Na celem otoku ni plenilcev, zato edino nevarnost predstavljajo povodni konji v jezeru, ki zapustijo jezero in pridejo na otok v zgodnjih večernih urah. Se pa z otoka vidi, da je zaradi velikega števila živali pretirano popasen. Vstopnine so za turiste relativno visoke.

### Zavetišče za živali Crater Lake
Zavetišče za živali Crater Lake, prav tako v zasebni lasti, je v bližini vasi Kongoni zahodno od jezera. V središču scensko edinstvenega parka divjih živali je kratersko jezero, obdano z gozdom. Ob jezeru živi več kot sto različnih vrst vodnih ptic. Večje populacije plamencev je mogoče opaziti tudi glede na vodostaj drugih jezer v Riftni dolini. Poleg vodnih ptic je mogoče opaziti številne druge vrste sesalcev, vključno z žirafami, zebrami, pavijani, antilopami eland ali opicami črno-belimi kolobusi. Park je mogoče raziskati tako peš kot z avtomobilom.
Dejanska koča je v kraterju in se bori z naraščajočo gladino vode. Krožna pot okoli jezera je že postala neprehodna.

### Narodni park Hell's Gate
Južno od jezera je narodni park Hell's Gate. V tem relativno majhnem parku, ki meri le 68 km², se lahko vidi žirafe, zebre in opice. Vendar pa so leopardi in gepardi, ki so prisotni, redko vidni. Središče parka je soteska Njorowa (ali Peklenska vrata). Narodni park je eden redkih, ki ga je mogoče varno raziskati peš ali s kolesom.

### Elsamere Conservation Center
Elsamere varstveni center, nekdanji dom Joy in Georgea Adamsona, je v bližini Elsamere ob jezeru Naivaša. Po umoru Joy Adamson je postal raziskovalni objekt z integriranim muzejem.